# Alexandre Corréard
Pour les articles homonymes, voir Corréard.
Alexandre Corréard, né à Serres (Hautes-Alpes) le 8 octobre 1788 et mort à Avon (Seine-et-Marne) le 16 février 1857, est un ingénieur des Arts et Métiers, journaliste et géographe français.

## Biographie

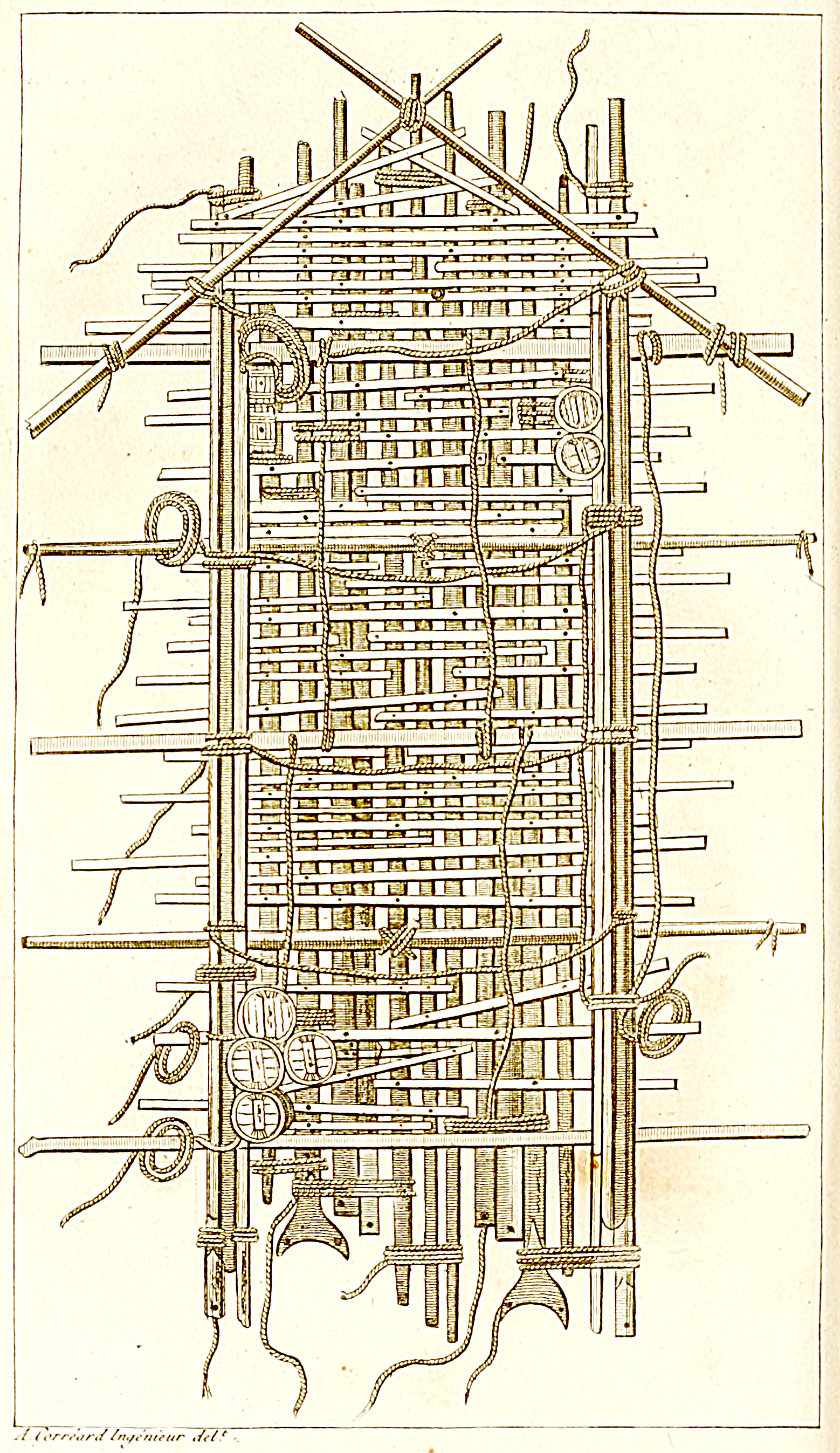
Vue en plan du radeau de la Méduse

Le 17 juin 1816, il embarqua à bord de la frégate La Méduse en tant qu'ingénieur-géographe. Le 2 juillet, le navire échoue sur le banc d'Arguin au large des côtes mauritaniennes. Corréard fut l'un des quinze rescapés du radeau de La Méduse, sur lequel montèrent 147 personnes. Sur le célèbre tableau de Géricault, il est l'homme du groupe principal qui tend son bras vers l'horizon.  À son retour en France, il perd son poste d'ingénieur de la colonie de Cayenne à cause de la publication non autorisée du premier récit du naufrage en 1817.  Breveté libraire le 9 septembre 1818, il s'installe  comme éditeur & libraire au no 258 Palais Royal, Galerie de bois, à l'enseigne Au naufrage de la Méduse et édite, avec un grand succès, le récit du naufrage écrit avec le médecin de marine de la Méduse, Henri Savigny. Il fonde en 1825 le Journal des sciences militaires et en 1828 le Journal du Génie civil, des sciences et des arts. Il s'intéresse ensuite aux chemins de fer et dessine les plans de la future gare de Paris-Austerlitz. Il édite nombre de pamphlets qui lui valent des ennuis judiciaires, qu'il relate dans les rééditions de son livre. Sa librairie devient le rendez-vous des hommes de lettres et des politiciens hostiles à la Restauration dont il publiait les pamphlets. Corréard est en outre membre influent des Chevaliers de la Liberté, organisation clandestine de la Charbonnerie dont l'objectif était de proclamer l'avènement de Napoléon II et de renverser Louis XVIII. Après une série de neuf condamnations et un total de huit années de prison infligées, son brevet lui est retiré par ordonnance royale du 25 septembre 1822, son commerce est fermé et 8 000 volumes sont saisis lors de la vente de son fonds.
Il se présente sans succès aux élections de 1848. À partir de 1847, il se retire à Avon, près de Fontainebleau, jusqu'à sa mort en 1857.

## Relation du naufrage deLa Méduse
« Naufrage de la frégate La Méduse, faisant partie de l'expédition du Sénégal, en 1816 ; relation contenant les événements qui ont eu lieu sur le radeau, dans le désert de Saara, à Saint-Louis et au camp de Daccard ; suivie d'un examen sous les rapports agricoles de la partie occidentale de la côte d'Afrique, depuis le Cap-Blanc jusqu'à l'embouchure de la Gambie », avec Jean Baptiste Henri Savigny, 1817. Réédition : Institut national des langues et civilisations orientales, Paris, 1974 Texte en ligne

## Divers
- Dans son tableau Le radeau de la Méduse, le peintre Géricault a fait poser Alexandre Corréard pour dessiner le visage d'un des naufragés.
- Le collège de Serres, sa ville de naissance, a été baptisé[6] "Collège Alexandre Corréard" en 2014

## Film
Dans le film "Le Radeau de la Méduse" d'Iradj Azimi, Alexandre Corréard est interprété par Michel Baumann. Il partage l'affiche du film avec Jean Yanne, Daniel Mesguich, Claude Jade, Philippe Laudenbach, Alain Macé et Laurent Terzieff. 